# Marco Peduceo Plauzio Quintillo
Marco Peduceo Plauzio Quintillo (dopo il 138 – 205) è stato un politico romano vissuto a cavallo tra il II ed il III secolo d.C.

## Biografia
Figlio del console Plauzio Quintillo e della nobildonna Ceionia Fabia, fu adottato da Marco Peduceo Stloga Priscino (console nel 141).
Suo nonno paterno potrebbe essere stato il console Lucio Epidio Tizio Aquilino e suo zio paterno il console Lucio Tizio Plauzio Aquilino. I suoi nonni materni erano certamente Lucio Elio Vero Cesare, primo erede adottato dall'imperatore Adriano, e Avidia Plauzia. Per parte di madre, suo zio era l'imperatore Lucio Vero (161-169).
Durante il regno di Marco Aurelio (161-180), Plauzio sposò Fadilla, una delle figlie di Marco Aurelio e sua moglie Faustina Minore. Ebbero due figlie: (Plauzio) Quintillo e Plauzia Servilla. 
Plauzio ricoprì la carica di console nel 177 (insieme al cognato, nonché futuro imperatore, Commodo) e in una data sconosciuta tra il 180 e il 192 (di nuovo insieme a Commodo, divenuto ormai imperatore). Fu anche un augure e uno dei maggiori consiglieri di Commodo.
Plauzio fu condannato a morte nel 205 dall'imperatore Settimio Severo e commise suicidio. Non è dato sapere se a quella data sua moglie Fadilla fosse ancora viva.